# Chondrilla
Chondrilla és un gènere de plantes angiospermes de la família de les asteràcies (Asteraceae). Són plantes natives d'Europa, l'Àsia central i occidental i el nord d'Àfrica.

## Descripció
Són plantes herbàcies biennals o perennes amb tiges ramificades que poden atènyer una altura d'entre 40 i 150 cm. Les fulles són basals i caulinars, les basals poden ser lanceolades, pinnatífides, runcinades o dentades. Les flors s'agrupen en capítols sèssils terminals o axil·lars. L'involucre és cilíndric i pot tenir dues fileres de bràctees. Les flors, en nombre de 7 a 15 són grogues, les exteriors ligulades. El fruit és un aqueni gairebé cilíndric amb papus.

## Taxonomia
Aquest gènere va ser publicat per primer cop l'any 1753 al segon volum de l'obra Species Plantarum del botànic suec Carl von Linné (1707-1778).

### Espècies
Dins del gènere Chondrilla es reconeixen les 31 espècies següents:
- Chondrilla albertoregelia C.Winkl.
- Chondrilla ambigua Fisch. ex Kar. & Kir.
- Chondrilla aspera Poir.
- Chondrilla bosseana Iljin
- Chondrilla brevirostris Fisch. & C.A.Mey.
- Chondrilla canescens Kar. & Kir.
- Chondrilla chondrilloides (Ard.) H.Karst.
- Chondrilla evae Lack
- Chondrilla gibbirostris Popov
- Chondrilla graminea M.Bieb.
- Chondrilla juncea L.
- Chondrilla kusnezovii Iljin
- Chondrilla laticoronata Leonova
- Chondrilla latifolia M.Bieb.
- Chondrilla lejosperma Kar. & Kir.
- Chondrilla macra Iljin
- Chondrilla macrocarpa Leonova
- Chondrilla maracandica Bunge
- Chondrilla mariae Podlech
- Chondrilla mujunkumensis Iljin & Igolkin
- Chondrilla ornata Iljin
- Chondrilla pauciflora Ledeb.
- Chondrilla phaeocephala Rupr.
- Chondrilla piptocoma Fisch., C.A.Mey. & Avé-Lall.
- Chondrilla ramosissima Sm.
- Chondrilla rouillieri Kar. & Kir.
- Chondrilla setulosa C.B.Clarke ex Hook.f.
- Chondrilla spinosa Lamond & V.A.Matthews
- Chondrilla tenuiramosa U.P.Pratov & Tagaev
- Chondrilla urumoffii Degen
- Chondrilla yossii Kitam.